# Válvula pulmonar

Válvula pulmonar é a válvula que separa o ventrículo direito cardíaco do tronco da artéria pulmonar. Se encontra aberta na sístole cardíaca, permitindo a passagem do sangue do ventrículo para a circulação pulmonar. Quando ocorre o relaxamento do ventrículo, na diástole cardíaca, esta válvula se fecha, impedindo o refluxo do sangue. É composta de uma anel de sustentação, que fixa três componentes ou cúspides.